# Arturo Galarza
Arturo Eduardo Galarza Mayeregger (Asunción, 7 de septiembre de 1944-Asunción, 18 de junio de 2008) fue un futbolista paraguayo nacionalizado boliviano que se desempeñó como guardameta. Junto con su hermano menor Luis Esteban, emigraron en 1969 a Bolivia y adoptaron la nacionalidad boliviana. Fue calificado por el periodista deportivo Tito de la Viña como «gran deportista». Jugó en diferentes clubes de ambos países. Participó en las selecciones de Paraguay y Bolivia para luego desempeñarse como entrenador de varios equipos.

## Trayectoria como jugador
Comenzó su carrera en jugando para el Club Nacional del Paraguay, luego se trasladó a Bolivia donde jugó por el Club Bolívar donde jugó desde el año 1969 hasta 1979.
Cuando regresó al Paraguay en 1980 jugó por el Club Guaraní, y en 1981 pasó al Deportivo Pereira de Colombia, donde puso fin a su carrera futbolística.

### Anécdotas

#### Partido contra Pelé
En 1971 se enfrentó al Santos F C donde Pelé realizó uno de sus mejores goles de chilena, en el Estadio Hernando Siles.

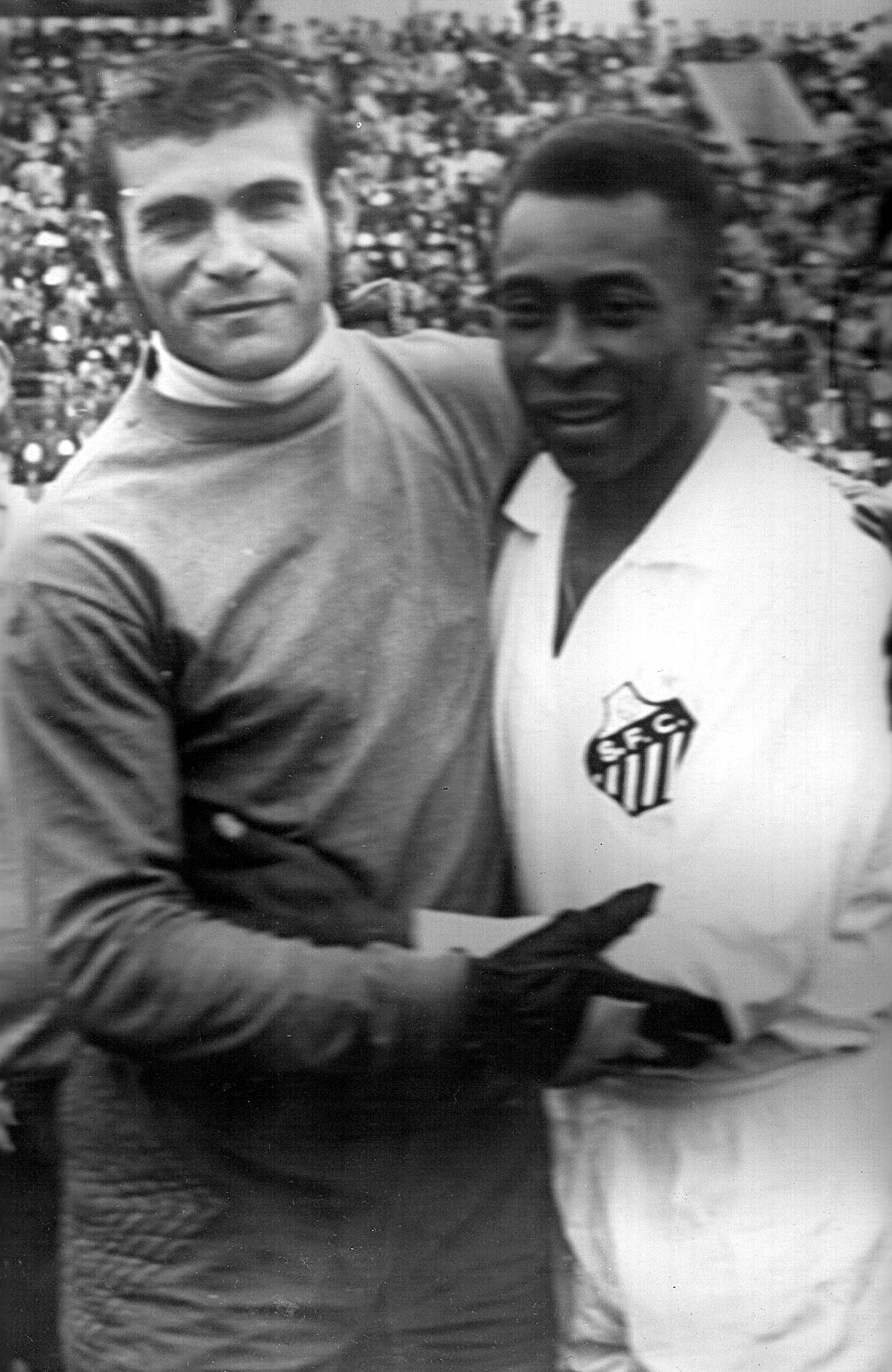
Arturo Galarza y el Rey Pelé antes del encuentro.

#### Partidos contra hermanos
A su hermano mayor Ramón Mayeregger, también arquero, lo enfrentó en una ocasión, ya que Arturo era seleccionado de Paraguay y Ramón jugaba en el Club Sport Emelec de Ecuador, disputando un partido el 31 de marzo de 1965, en el que Emelec ganó 2-1 a Paraguay
Su hermano menor, Luis, fue con él en 1969 a Bolivia y adoptaron la nacionalidad boliviana. Con él se enfrentó varias veces en el Clásico Paceño, ya que Luis estaba en The Strongest.

## Clubes como jugador
| Club              | País     | Año         |
| ----------------- | -------- | ----------- |
| Club Nacional     | Paraguay | 1965 - 1969 |
| Bolívar           | Bolivia  | 1969 - 1979 |
| Club Guaraní      | Paraguay | 1980        |
| Deportivo Pereira | Colombia | 1981        |

## Trayectoria como entrenador
Fue entrenador de algunos equipos bolivianos y del 8 de Diciembre de Caaguazú en Paraguay, y como entrenador de arqueros en varios equipos, finalizando en el Club Olimpia de Paraguay.

## Muerte
Falleció el 18 de junio de 2008 de un paro cardiaco.